# 69-es busz (Zalaegerszeg)
A zalaegerszegi 69-es jelzésű autóbusz az Olai bisztró és Andráshida, sportpálya megállóhelyek között közlekedik munkanapokon, irányonként 1 indulással. A vonalat a Volánbusz üzemelteti.

## Útvonala
| Hűtőipari Zrt. felé                                                                                | Olai bisztró |
| -------------------------------------------------------------------------------------------------- | --- |
| Olai bisztró – Platán sor – Ola utca – Hock János utca – Teskándi út – Újhegyi út – Hűtőipari Zrt. | Andráshida, sportpálya – Novák Mihály utca – Gazdaság utca – Körmendi út – Teskándi út – Újhegyi út – Hűtőipari Zrt, forduló – Újhegyi út – Teskándi út – Hock János utca – Ola utca – Platán sor – Olai bisztró |

## Megállóhelyei
| 0                                     | Olai bisztró végállomás       | 12 | 1, 1A, 1E, 1U, 1Y, 10, 10Y, 11, 11A, 11Y, 24, 48, C1, C4 |
| 2                                     | Malom utca (Zala Bútor)       | 10 | 1, 1A, 1E, 1U, 1Y, 24, C1                                |
| 3                                     | Kiskondás étterem             | 9  | 1, 1A, 1E, 1U, 1Y, 24, C1                                |
| 4                                     | Hock János utca (Bíbor utca)  | 8  | 1, 1A, 1E, 1U, 1Y, 24, C1                                |
| 5                                     | Teskándi elágazó              | 6  | 1, 1A, 1E, 1U, 1Y, 24, C1                                |
| 6                                     | Hűtőipari Zrt. végállomás (↓) | 5  | 1U, 24, C1                                               |
|                                       | Andráshida, bolt              | 2  | 1, 1A, 1E, 1U, C1                                        |
| Andráshida, sportpálya végállomás (↑) | 0                             |    |                                                          |